# Kostel Nejsvětější Trojice (Hrozňatov)
Římskokatolický kostel Nejsvětější Trojice v Hrozňatově (někdy uváděný jen jako kaple) stojí v prudkém svahu při zámku Starý Hrozňatov, s nímž je spojen krytou chodbou. Byl postaven v roce 1758 na místě starší hradní kaple téhož zasvěcení, vybudované pravděpodobně po roce 1617. Jednolodní neorientovaná barokní stavba bez věže má půlkruhový presbytář, ve kterém se nachází panská oratoř. Od 50. let 20. století je kostel uzavřen; v roce 2007 jej i se zámkem získal nový majitel, jenž nechal celý areál opravit a využívá jej pro svoji potřebu. Tento filiální kostel náležel k farnosti Starý Hrozňatov, která zanikla v roce 2003 sloučením s chebskou farností.
Jakožto součást zámeckého areálu je chráněn jako kulturní památka České republiky.